# Natalus jamaicensis
Natalus jamaicensis — є одним з видів кажанів родини Natalidae. Колись вважався підвидом N. stramineus, але явно відрізняється від цього виду.

## Поширення
Країни поширення: Ямайка. Мабуть, цей вид вимагає великих печер з високою вологістю на сідала. Знайдений в печері разом з іншими видами кажанів. 

## Загрози та охорона
Втрата середовища проживання є загрозою. Не знайдений в охоронних районах.